# Grand prieuré de Russie
Le grand prieuré russe a été créé le 15 janvier 1797 par une convention entre l'empereur de Russie Paul Ier et l'ordre de Saint-Jean de Jérusalem à la demande du bailli Giulio Litta représentant de ce dernier auprès de la cour russe. Il devait contrebalancer la perte des biens de l'ordre à Ostrog, en Lituanie, lors du deuxième partage de la Pologne. Un deuxième grand prieuré de Russie fut aussi créé un an plus tard, sans spécificités religieuses, il regroupait les membres de la noblesse russe dont 21 nouveaux « commandeurs héréditaires » de Malte que Paul Ier autorisa. Ces deux grands prieurés virent leurs biens confisqués par la Couronne russe à la suite d'une résolution du conseil des ministres qu'Alexandre Ier approuve le 20 janvier 1817, et auraient été supprimés. Toute forme de l’ordre de Saint-Jean de Jérusalem disparaît alors de Russie jusqu’au port des insignes par les « chevaliers héréditaires » russes.

## Contexte historique
L'ordre de Saint-Jean de Jérusalem  avait perdu en 1618 ses domaines du duché lituanien d'Osborg. En 1775, l'année de son élection, le grand maître Emmanuel de Rohan-Polduc confie au bailli de Sagramosso, comme ambassadeur de l'Ordre à Varsovie, des négociations en vue de la recréation d'un grand prieuré de Bavière. Enfin en 1781 les négociations aboutirent à la création de ce grand prieuré grâce à la cession de biens à l'Ordre par l'électeur de Bavière. En 1793, lors du deuxième partage de la Pologne, la Lituanie repassant sous la domination de l'empire russe, l'Ordre perd à nouveau les biens du prieuré de Bavière. C'est donc avec Catherine II que Rohan-Polduc doit négocier. Il confie au bailli Giulo Litta la tâche de récupérer les biens, ou pour le moins d'obtenir des prêts, mais la tsarine fait trainer les négociations et meurt avant leur fin.
Les tensions internationales créées par la Révolution française et le Premier Empire exacerbent aussi les visées des Nations en Méditerranée. Napoléon, quand il n'était que Bonaparte, affirmait dans un rapport au Directoire « l'île de Malte est pour nous, d'un intérêt majeur […] si nous ne prenons point ce moyen, Malte tombera au pouvoir du roi de Naples », « avec Malte et Chypre nous serons maître de la Méditerranée. » L'Angleterre, les Habsbourg, mais la Russie aussi, ont des visées sur l'île. Déjà en 1788, Catherine II avait demandé au grand maître prince de Malte d'aider la Russie dans sa deuxième guerre contre les Ottomans. Au décès d'Emmanuel de Rohan-Polduc, les chevaliers crurent politiquement utile pour obtenir les faveurs de Marie-Thérèse d'Autriche, d'élire grand maître le bailli du prieuré de Brandebourg, Ferdinand von Hompesch zu Bolheim.

## Création des grands prieurés russes
À la différence de la tsarine Catherine, qui ne s'intéressait à l'ordre de Saint-Jean de Jérusalem que comme supplétif de sa politique ottomane, Paul Ier s'intéressait beaucoup plus à l'Ordre comme modèle d'ordre de chevalerie. Plusieurs fois il avait sollicité l'Ordre mais chaque fois la chancellerie impériale intercepta ses courriers. À la mort de sa mère, il se déclare prêt à protéger les biens de l'Ordre en échange de la croix de chevalier de Malte pour lui-même et ses deux fils récemment nés. Informé des résultats des négociations, Ferdinand von Hompesch zu Bolheim fait du bailli Giulio Litta son ambassadeur extraordinaire, le tsar donne le palais Vorontsov de Saint-Pétersbourg à l'Ordre pour en faire son ambassade. La présentation des lettres de créance est l'occasion de grandioses fêtes à la cour. Paul Ier reçoit en cadeau la croix portée en son temps par Jean de Valette et accepte le titre de protecteur de l'ordre au nom de la Russie, après l'Espagne et la France. Il délègue comme ambassadeur auprès du grand maître, le chevalier de Malte O'Hara, déjà ambassadeur de sa mère auprès de l'Ordre.
Paul Ier crée le 15 janvier 1797, pour contrebalancer la perte des biens de l'ordre à Ostrog, en Lituanie, lors du deuxième partage de la Pologne, le grand prieuré russe de l'ordre de Saint-Jean de Jérusalem et il s'engage à en augmenter les revenus. Les statuts de ce prieuré resteront très imprécis.
Le 29 novembre 1797, Paul Ier crée un deuxième grand prieuré de Russie d'obédience orthodoxe cette fois. Il a pour vocation de regrouper les nouveaux « chevaliers héréditaires » de Malte que le tsar institue parmi les membres de la noblesse russe. En effet, il avait maintenant, en fait il le pensait, cette possibilité qui était contraire aux règles de l'Ordre, mais sa noblesse étant orthodoxe, comme lui-même, il ne pouvait ou ne voulait confondre ces deux catégories de chevaliers, les catholiques et les orthodoxes. L'ordre de Saint-Jean de Jérusalem est très profondément divisé sur cette affaire, d'autant plus que le tsar est moqué dans les cours européennes où il distribue des croix de chevalier « non seulement à ceux qui le sollicitent, mais aussi à ceux mêmes qui ne paraissaient nullement s'en soucier. »

## De Malte à Saint-Pétersbourg
Bonaparte devait mettre à exécution les vues sur Malte qu'il avait exposées au Directoire. Ce dernier, prenant prétexte d'une déclaration du 10 octobre 1793 du grand maître Emmanuel de Rohan-Polduc dans laquelle il ne reconnaissait pas la première République française, ordonne à Bonaparte de s'emparer de l'île de Malte. En route pour la campagne d'Égypte, il fait débarquer 15 000 hommes le 10 juin 1798 face à environ 2 000 miliciens maltais encadrés par 362 chevaliers dont 260 chevaliers français. Il s'empare de l'île après une faible résistance.
Le grand maître Ferdinand von Hompesch zu Bolheim demande la suspension des armes et signe le 12 juin un traité de reddition livrant les îles de Malte et de Gozo aux Français. La République accordait au grand maître 6 000 francs et une rente annuelle de 300 000 francs. Aux chevaliers français, qui avaient 7 ans ou plus de résidence à Malte, était promise une rente comprise entre 700 et 1 000 francs mais en fait peu pouvait en bénéficier. 77 chevaliers français s'embarquent sur la frégate française la Sensible à destination d'Antibes. Ils furent arrêtés malgré la promesse d'absolution et enfermés en forteresse à Perpignan avant d'être expulsés vers l'Espagne évidemment sans pension et 53 chevaliers français s'engagèrent dans l'armée d'Égypte. Au total 85 membres retournèrent dans leurs pays d'origine, 12 suivirent Hompesch à bord de L'Orient dans son exil à Trieste le 17 juin, enfin 17 autres restèrent à Malte chargés par Bonaparte d'expédier les affaires de l'Ordre.
Aussitôt la nouvelle de la prise de Malte par les Français connue à Saint-Pétersbourg, Paul Ier déclare ouvertement, en tant de protecteur de l'Ordre, vouloir devenir grand maître. Il appelle tous les membres de l'Ordre à se réunir autour de lui ; entre 60 et 70 membres rejoignirent le grand prieuré catholique russe et le 26 août 1798, les membres présents des deux prieurés russes proclame la déchéance de Ferdinand de Hompesch. Deux mois plus tard, le 27 octobre, le tsar est élu grand maître de l'Ordre par les membres des prieurés russes. Aujourd'hui plus personne ne discute l'illégalité de cette élection ; Paul Ier est orthodoxe, marié et qu'il ne peut donc satisfaire aux règles de l'Ordre ni prononcer les vœux, enfin en exil à Florence Pie VI n'est pas consulté et Hompesch, toujours grand maître n'a pas encore abdiqué. L'actuel ordre souverain de Malte ne reconnait pas le tsar comme étant grand maître de jure  mais quand même le 72e grand maître de facto.
Paul Ier fait appel à son allié François Ier pour faire pression sur Ferdinand de Hompesch, qui réside à Trieste en territoire autrichien, pour obtenir de lui son abdication. Hompesch rédigera une lettre en français datée du 6 juillet 1799 adressée à l'empereur d'Autriche « Courbé sous le poids des malheurs qui m'accablent […] (et qui) me porte à me dévouer […] en me démettant volontairement de la dignité dont j'étais revêtu. » Paul Ier a maintenant les mains libres pour jouer pleinement son rôle de grand maitre de l'ordre de Saint-Jean de Jérusalem jusqu'à son assassinat dans la nuit du 23 mars 1801.

## La fin des grands prieurés russes
C'est le fils de Paul Ier qui devient l'empereur Alexandre Ier, mais celui-ci n'a pas les mêmes idées que son père au sujet de l'ordre de Saint-Jean de Jérusalem. Comme il n'envisage pas de devenir le grand maître de l'Ordre c'est le comte Nikolaï Saltykov qui dirige l'Ordre comme lieutenant de facto. Alexandre Ier convainc le Sacré Conseil d'élire un nouveau grand maître qui sera choisi en la personne du général des galères, le bailli Bartolomeo Ruspoli, qui refuse la charge. C'est finalement le bailli Giovanni Battista Tommasi qui est élu le 9 février 1802.
Le traité d'Amiens du 25 mars 1802, entre la France et l'Angleterre rendait l'île de Malte à l'ordre de Saint-Jean de Jérusalem. Mais le gouverneur anglais de l'île, sir Alexander Ball, fit savoir à Tommasi qu'il n'était pas question qu'il puisse rentrer dans l'archipel maltais. Tommasi s'installe alors à Catane en Sicile où il meurt le 13 juin 1805. Devant le nombre particulièrement restreint de chevaliers catholiques romains, le Saint-Siège renonce à faire élire ou même à nommer un nouveau grand maître. Certains historiens, comme le Français Alain Blondy, pensent qu'il aurait éclaté en plusieurs ordres survivants, d'autres comme l'Anglais Henry J. A. Sire ou le Maltais Victor Mallia-Milanes prétendent qu'il aurait cessé d'exister en fondant cette affirmation sur des éléments factuels hors des conditions religieuses tels que la confiscation des biens en France par la Révolution française, l'expropriation de Malte de l'ordre de Saint-Jean de Jérusalem par Bonaparte en 1798, la confiscation des biens de certains des grands prieurés hors de France (le grand-prieuré de Bohème ayant conservé les siens), l'appropriation de l'ordre par Paul Ier, l'abdication du grand maître Ferdinand de Hompesch en 1799, le refus de reconnaître l'élection de Fra' Caracciolo par le pape Pie VII en 1809, la perte définitive de l'île de Malte par le traité de Paris en 1814 ou encore la multiplication d'ordres se réclamant de l'ordre de Saint-Jean de Jérusalem à partir de la seconde moitié du XIXe siècle.
Devant le coût financier de plus en plus exorbitant de la guerre, l'empereur Alexandre Ier approuve le 20 janvier 1817, sur une décision du conseil des ministres, le séquestre de tous les biens des deux grands prieurés russes. C'est la fin des grands prieurés russes. Ainsi disparut « toute forme d'existence de l'Ordre dans l'Empire russe, ainsi que le port de ses insignes. Jamais plus on ne vit un tsar de Russie arborer les insignes de l'Ordre. »

## Sources et bibliographie
- (en) Michael Galea, German Knights of Malta, A Gallery of Portraits, Malte, 1986
- Bertrand Galimard Flavigny, Histoire de l'ordre de Malte, Paris, Perrin, 2006
- Desmond Seward, Les Chevaliers de Dieu, les ordres religieux militaires du Moyen Âge à nos jours, Paris, Perrin, 2008
- (fr) Archives du Grand Prieuré Russe à Paris